# Ácido de Cassella F
Ácido de Cassella F ou ácido 7-aminonaftaleno-2-sulfônico é o composto orgânico de fórmula química  C10H9NO3S, massa molecular 223,25. Classificado com o número CAS 494-44-0. Apresenta-se comercialmente na forma de cristais monoidratados. É solúvel em 5040 partes de água fria, 350 partes de água fervente e solúvel em ácido acético gracial.
É produzido pela sulfonação de beta-naftilamina e posterior separação do isômero 6-amino.